# Астрагал шерстистоцветковый
Астрага́л шерсти́стоцветковый, или Астрагал пуши́стоцветковый (лат. Astragálus dasyánthus) — многолетнее травянистое растение, вид рода Астрагал (Astragalus) семейства Бобовые (Fabaceae).

## Распространение и экология
Ареал вида охватывает Балканский полуостров, Венгрию, Молдову, Украину и южные районы Европейской части России.
Произрастает в степной части на участках с сохранившейся степной растительностью.

## Биологическое описание
Многолетнее травянистое растение высотой 15—35 см. Стебли длиной 4—20 см, лежачие и прямостоячие или приподнимающиеся, рыжевато-мохнатые. Все части растения, за исключением внутренней стороны венчика, опушены беловатыми или желтоватыми волосками. Цвет стеблей буровато-серый, листьев — серовато-зеленоватый, цветков — жёлтый.
Прилистники треугольно-ланцетные или продолговатые, длиной 16—23 мм, шиловидно-заострённые, снаружи мягко рыже-волосистые. Листья черешковые, длиной 12—20 см; листочки 12—14-парные, почти сидячие, продолговато-овальные или ланцетно-продолговатые, длиной 12—18 мм, шириной около 6 ммс обеих сторон прижато шелковисто-мохнатые.
Цветоносы длиной 5,5—15 см, оттопыренно-мохнатые. Соцветие — густые головчатые кисти, округлые или овальные, 10—20-цветковые, длиной 3,5—6 см. Прицветники ланцетные, заострённые, рыжеволосистые, равны чашечке или немного короче её. Чашечка колокольчатая, мохнатая, 13—15 мм с шиловидно-линейными зубцами длиной 5—6 мм. Парус длиной 18—25 мм, снаружи шерстистый, с широким ноготком длиной 5—7 мм; крылья длиной 15—18 мм с продолговатой, закруглённой или едва-выемчатой пластинкой; лодочка длиной 13—15 мм с тупой, волосистой пластинкой. Завязь длинно-мохнатая; столбик в нижней части волосистый.
Бобы овальные, длиной 10—11 мм, в основании округлые, на верхушке почти усечённые или островатые, с носиком длиной 2—3 мм.
Цветёт в июне — июле. Плодоносит в июле — сентябре.

## Растительное сырьё

### Заготовка
В качестве лекарственного сырья используется трава (лат. Herba Astragali dasyanthi) и иногда корни дикорастущего астрагала шерстистоцветкового.
Траву заготавливают в период массового цветения (июнь — июль), до образования плодов, срезая растения на высоте 5—7 см от уровня земли. Часть побегов следует оставлять на семена, при этом ежегодные заготовки на одних и тех же массивах недопустимы.
Собранную траву сушат на чердаках или под навесом с хорошей вентиляцией, периодически переворачивая. Можно сушить в сушилках с искусственным обогревом при температуре до 50—55 °С. Хранят в мешочках в сухом месте в течение 1 года.

### Химический состав
Трава астрагала содержит флавоноиды — кверцетин, кемперол, изорамнетин, астрагалозид, нарциссин, органические кислоты, дубильные вещества, эфирное масло, тритерпеновые соединения — глицирризин, дазиантобиозид, кумарины, витамины C, Е, большое количество железа, кальция, фосфора, магния, натрия, имеются также кремний, марганец и другие микроэлементы. Астрагал избирательно накапливает селен.

### Фармакологические свойства
Настой травы обладает успокаивающими, седативными свойствами и вызывает понижение артериального давления, применяется для лечения начальных форм гипертонической болезни, недостаточности кровообращения I и II степеней, а также при острых гломерулонефритах на ранней стадии болезни. Наряду с гипотензивными свойствами астрагал оказывает действие на сердце, расширяет коронарные сосуды и сосуды почек, усиливает диурез.

## Значение и применение
Астрагал шерстистоцветковый применяют в начальной стадии гипертонической болезни и при хронической сердечно-сосудистой недостаточности со склонностью к спазму коронарных сосудов, а также при острых и хронических нефритах.
В народной медицине отвар травы астрагала применяется как отхаркивающее, мочегонное средство, при астении, болезнях почек, ожогах, суставном ревматизме, нервных болезнях.
Настой используют для полосканий ротовой полости и глотки при ангине, стоматитах, пародонтозе.
Противопоказания
Астрагал шерстистоцветковый нежелательно применять при острых и хронических заболеваниях почек, сопровождающихся отёками.

## Таксономия
Вид Астрагал шерстистоцветковый входит в род Астрагал (Astragalus) трибы Galegeae подсемейства Мотыльковые (Faboideae) семейства Бобовые (Fabaceae) порядка Бобовоцветные (Fabales).
|  |                                      |  |                                                             |                                                             |                   |  | ещё 3 семейства (согласно Системе APG II) | ещё 3 семейства (согласно Системе APG II) |                          |  |  |  | ещё 27 триб                     | ещё 27 триб        |  |  |  |  | ещё более 1600 видов | ещё более 1600 видов |
|  |                                      |  |                                                             |                                                             |                   |  | ещё 3 семейства (согласно Системе APG II) | ещё 3 семейства (согласно Системе APG II) |                          |  |  |  | ещё 27 триб                     | ещё 27 триб        |  |  |  |  | ещё более 1600 видов | ещё более 1600 видов |
|  |                                      |  |                                                             | порядок Бобовоцветные                                       |                   |  |                                           |                                           | подсемейство Мотыльковые |  |  |  |                                 | род Астрагал       |  |  |  |  |                      |                      |
|  |                                      |  |                                                             | порядок Бобовоцветные                                       |                   |  |                                           |                                           | подсемейство Мотыльковые |  |  |  |                                 | род Астрагал       |  |  |  |  |                      |                      |
|  | отдел Цветковые, или Покрытосеменные |  |                                                             |                                                             | семейство Бобовые |  |                                           |                                           | триба Galegeae           |  |  |  | вид Астрагал шерстистоцветковый |                    |  |  |  |  |                      |                      |
|  | отдел Цветковые, или Покрытосеменные |  |                                                             |                                                             |                   |  |                                           |                                           |                          |  |  |  |                                 |                    |  |  |  |  |                      |                      |
|  |                                      |  | ещё 44 порядка цветковых растений (согласно Системе APG II) | ещё 44 порядка цветковых растений (согласно Системе APG II) |                   |  |                                           | ещё 2 подсемейства                        | ещё 2 подсемейства       |  |  |  | ещё около 22 родов              | ещё около 22 родов |  |  |  |  |                      |                      |
|  |                                      |  |                                                             | ещё 44 порядка цветковых растений (согласно Системе APG II) |                   |  |                                           |                                           | ещё 2 подсемейства       |  |  |  |                                 | ещё около 22 родов |  |  |  |  |                      |                      |

### Синонимы
По данным The Plant List на 2013 год, в синонимику вида входят:
- Astragalus eriocephalus Waldst. & Kit.
- Astragalus pannonicus Schult.
- Tragacantha dasyantha (Pall.) Kuntze
- Tragacantha eriocephala (Waldst. & Kit.) Kuntze